# Strupsnittsöring
Strupsnittsöring, Oncorhynchus clarkii, är en fiskart.
Individerna blir upp till 99 cm långa med en maximalvikt av 18,6 kg. Grundfärgen på ryggen är oftast mörkgrön till blågrön. Den blir på sidorna olivgrön och på undersidan silvervit. Grundfärgen kan variera mellan olika exemplar. På grundfärgen förekommer många mörka fläckar. Strupsnittsöring har i ryggfenan 8 till 11 mjukstrålar och inga taggstrålar. I analfenan finns 8 till 12 mjukstrålar och likaså inga taggstrålar.
Utbredningsområdet ligger vid Nordamerikas västra kustlinje från Prince William Sound i Alaska till Eel River i norra Kalifornien. Arten besöker angränsande vattendrag för fortplantningen. Strupsnittsöring introducerades i några insjöar i östra USA.
Vanligen når de unga fiskarna havet efter ett till två år. Några exemplar lever upp till sju år i sötvatten innan de når havet. Det finns även populationer som vistas hela livet i vattendrag och insjöar. Denna öring har små fiskar, kräftdjur och insekter som föda.